# Wilhelm Wagner (Mediziner, 1793)
Karl Wilhelm Ulrich Wagner (* 21. Januar 1793 in Braunschweig; † 4. Dezember 1846 in Berlin) war ein deutscher Mediziner und Hochschullehrer.

## Leben
Wilhelm Wagner wurde 1793 in Braunschweig als Sohn des Philologen und Hochschullehrers am Braunschweiger Collegium Carolinum, Karl Franz Christian Wagner, geboren. Sein Onkel war der Mediziner Ernst Horn. Wagner wurde von seinem Vater unterrichtet und studierte anschließend ab 1809 Medizin am Collegium Anatomico-Chirurgicum seiner Heimatstadt. Er setzte das Studium 1810 an der Universität Marburg fort, wohin zuvor sein Vater gewechselt war. Ab 1812 studierte er an der Universität Göttingen und wurde dort 1813 zum Dr. med. promoviert. Nachfolgend trat er in den braunschweigischen Militärdienst als Regimentsarzt bei der Kavallerie, stieg zum Brigadearzt auf und wurde nach der Schlacht bei Waterloo 1815 Generalstabsarzt des braunschweigischen Kontingents. Er legte 1816 das medizinische Staatsexamen in Braunschweig ab. Im Jahr 1818 wurde er in Marburg zum Dr. phil. promoviert.

### Tätigkeit in Berlin
Wagner ging 1819 nach Berlin, wo er sich für Medizin habilitierte und ab 1820 als Privatdozent tätig war. Er unternahm 1821/1822 eine achtmonatige Studienreise nach Großbritannien, um Erfahrungen über den dortigen Zustand der Heilkunde zu sammeln. Er erhielt 1826 die ordentliche Professur der Staatsarzneikunde, seinem Hauptarbeitsgebiet, an der Berliner Universität. Die Staatsarzneikunde war Ende des 18. Jahrhunderts an den Universitäten im deutschen Sprachraum als neue Disziplin aus der Vereinigung der Gerichtlichen Medizin und der medizinischen Polizei, der heutigen Hygiene, entstanden. Daneben wurde Wagner 1828 zum Kriminalphysikus, 1829 zum Stadtphysikus und zum Rat im Medizinalkollegium der Provinz Brandenburg ernannt. Er bekämpfte die 1831 in Deutschland ausgebrochene Cholera, publizierte wesentliche Beiträge über ihre Ausbreitung und wurde für seine Leistungen im Jahr 1833 zum Geheimen Medizinalrat und zum Mitglied der wissenschaftlichen Deputation für das Medizinalwesen ernannt. Im Jahr 1833 gründete er die Praktische Unterrichtsanstalt für die Staatsarzneikunde an der Friedrich-Wilhelms-Universität in Berlin, Vorläufer des heutigen Instituts für Rechtsmedizin Berlin. Nach dem 1805 gegründeten Wiener Institut handelte es sich dabei um das zweite Zentrum gerichtsmedizinischer Lehre und Forschung im deutschsprachigen Raum. Für seine Leistungen bei der Ausarbeitung des Regulativs über das Verfahren bei Infektionskrankheiten wurde Wagner mit der Verleihung des Roten Adlerordens III. Klasse mit Schleife geehrt. Im Jahr 1841 wurde er zum Regierungs-Medizinalrat beim Polizeipräsidium Berlin ernannt. Er war Mitarbeiter an Horns Archiv für medizinische Erfahrung, am Berliner medizinisch-enzyklopädischen Wörterbuch, sowie an zahlreichen medizinischen Fachzeitschriften.

### Familie
Wagner war verheiratet mit Julie, geborene Albrecht. Der 1827 geborene Sohn Albrecht Wagner wurde ebenfalls Mediziner. Der jüngere Sohn Julius Wagner (1842–1904) wurde General der Infanterie. Wilhelm Wagner starb im Dezember 1846 im Alter von 53 Jahren in Berlin.

## Schriften (Auswahl)
- Commentatio de foeminarum in graviditate mutationibus nec non de causis, quibus fiat, ut integra eorum valetudo cum hisce mutationibus consistat. 1816.
- Commentatio de coremorphosi sistens brevem methodorum ad pupillae artificialis conformationem hucusque adhibitarum adumbrationem novique ad iridodialysin instrumenti descriptionem. Göttingen 1818.
- Versuch einer Darstellung und Kritik der italienischen Lehre vom Contra-Stimulus. Berlin 1819.
- De medicorum juribus atque officiis tractatus. Pars I sistens disquisitionem historicam de medicorum apud diversas gentes statu atque conditione. Berlin 1819.
- Ueber den Nutzen und die zweckmäßige Einrichtung praktischer Unterrichts-Anstalten für Physiker. 1823.
- Ueber die Medicinal-Anstalten und den jetzigen Zustand der Heilkunde in Großbritannien und Irland. Berlin 1825.
- mit Ernst Horn: Wie hat man sich vor der Cholera zu schützen?. Berlin 1831.
- Die Verbreitung der Cholera im Preußischen Staate, ein Beweis ihrer Contagiosität. Berlin 1832.
- Nachricht über die Errichtung einer praktischen Unterrichtsanstalt für die Staatsarzneikunde an der Königlichen Friedrich-Wilhelms-Universität zu Berlin. 1833.